# 소양서원
소양서원(瀟陽書院)은 대한민국 경상북도 문경시 가은읍 전곡리에 있는 서원이다. 2006년 6월 15일 경상북도의 문화재자료 제505호로 지정되었다.

## 개요
소양서원은 가은읍 전곡리 마을 중간쯤 전망이 아주 좋은 곳에 뒷산을 등지고 남향으로 위치하며, 강학과 제향공간이 각기 별도의 곽을 이루며 앞뒤로 배치하고 있다. 고종 8년(1871) 서원 훼철 당시 사당만 철거되고 강당과 동재는 존치되었으며 강당은 당시의 모습이 비교적 잘 남아 있다. 강당의 천장은 양측 청방 간 상부의 종보와 종보 사이에 종보 폭으로 길게 설치하였고 반자꾸밈은 반자대를 도리방향으로 길게 걸치고 그 사이에 반자판을 끼워 독특한 천장 구성을 이루고 있는 등 건축적 가치를 살필 수 있다. 또한 16세기 가은 인근 지역에서 출생하여 각각 예조좌랑, 형조좌랑 등 중앙관직에 나아가 활동하다가 만년에는 고향으로 돌아와 지역 발전에 많은 노력을 기울인 나암 정언신(懶菴 鄭彦信), 인백당 김낙춘(忍百堂 金樂春), 고산 남영(孤山 南嶸), 가은 심대부(嘉隱 沈大孚) 및 가은 이심(稼隱 李?) 5인을 배향하고 있어 역사적으로도 주목되는 서원이다.

## 지정 사유
소양서원은 가은읍 전곡리 마을 중간쯤 전망이 아주 좋은 곳에 뒷산을 등지고 남향으로 위치하며, 강학과 제향공간이 각기 별도의 곽을 이루며 앞뒤로 배치하고 있다. 고종 8년(1987) 서원 훼철 당시 사당만 철거되고 강당과 동재는 존치되었으며 강당은 당시의 모습이 비교적 잘 남아 있다. 강당의 천장은 양측 청방 간 상부의 종보와 종보사이에 종보폭으로 길게 설치하였고 반자꾸밈은 반자대를 도리방향으로 길게 걸치고 그 사이에 반자판을 끼워 독특한 천장 구성을 이루고 있는 등 건축적 가치를 살필 수 있다. 또한 16세기 가은 인근 지역에서 출생하여 각각 예조좌랑, 형조좌랑 등 중앙관직에 나아가 활동하다가 만년에는 고향으로 돌아와 지역 발전에 많은 노력을 기울인 나암 정언신(懶菴 鄭彦信), 인백당 김낙춘(忍百堂 金樂春), 고산 남영(孤山 南嶸), 가은 심대부(嘉隱 沈大孚) 및 가은 이심(稼隱 李襑) 5인을 배 향하고 있어 역사적으로도 주목되므로 기념물적 성격의 文化財資料로 지정한다.

## 현지 안내문
숙종 38년(1712년) 처음 설립되었으며 서원의 일반적인 형태인 강학과 제향공간이 각기 별도의 곽을 이루며 앞뒤로 배치하고 있다. 고종 8년(1871) 서원 훼철 당시 사당만 철거되고 강당과 동재는 존치되었으며 강당은 당시의 모습이 비교적 잘 남아 있다. 16세기 가은 인근지역에서 출생하여 각각 예조좌랑, 형조좌랑 등 중앙관직에 나아가 활동하다가 만년에는 고향으로 돌아와 지역 발전에 많은 노력을 기울인 나암 정언신, 민백당 김낙춘, 고산 남영, 가은 심대부 및 가은 이심 등 모두 5인을 배향하고 있다.

## 참고 자료
- 소양서원 - 국가유산청 국가유산포털